# Saarländische Feldhandballmeisterschaft
Die Saarländische Feldhandballmeisterschaft war die höchste Spielklasse im saarländischen Feldhandball.

## Meister
| Jahr | Meister            |
| ---- | ------------------ |
| 1946 |                    |
| 1947 |                    |
| 1948 |                    |
| 1949 | SV 1945 St.Ingbert |
| 1950 | SG Hassel 1908     |
| 1951 | SV 1945 St.Ingbert |
| 1952 | SG Hassel 1908     |
| 1953 | SV 1945 St.Ingbert |
| 1954 | SV 1945 St.Ingbert |
| 1955 | SV 1945 St.Ingbert |
| 1956 | SV 1945 St.Ingbert |
| 1957 | SV 09 Fraulautern  |

Quelle: